# Mizuki Ashiya
Mizuki Ashiya (芦屋 瑞稀, Ashiya Mizuki) è l'eroina della serie shōjo manga Hana Kimi (abbreviazione di Hanazakari no Kimitachi e), di Hisaya Nakajo.

## Personaggio
Mizuki Ashiya è una ragazza giapponese, trasferitasi negli Stati Uniti d'America con la famiglia da bambina. Si trasferisce spontaneamente dalla California al Giappone per iscriversi ad un collegio maschile, l'Osaka Gakuen, poiché il suo idolo Izumi Sano (atleta di salto in alto) frequenta tale scuola. Si traveste da ragazzo, tagliandosi i capelli e indossando un bustino di jeans per mascherare il petto. È molto veloce nella corsa, ma a volte è molto goffa. Mizuki ama ogni tipo di cibo, in special modo quello dolce, offrendo un contrasto al disprezzo di Sano per gli stessi. È, inoltre, una grande amante degli animali, come si nota quando si prende cura di Yujiro, il cane di Sano.
A scuola, viene assegnata allo stesso dormitorio del suo idolo, e si trova a dividere la stanza con lui. In classe incontra vari amici, tra i quali il primo è Shuichi Nakatsu, un giocatore di calcio di talento che più tardi si innamorerà del suo lato femminile, pensando di essere gay. Altri ragazzi con cui Mizuki farà amicizia sono Senri Nakao, un ragazzo molto femminile (bishōnen) che ha una cotta per il capo del dormitorio, Minami Nanba (capo del dormitorio numero 2), Sekime e Noe, questi ultimi ossessionati dalle ragazze ma di cuore molto gentile, Kayashima, un ragazzo con capacità extrasensoriali che percepisce fantasmi e spiriti, e infine Hokuto Umeda, il dottore gay della scuola nonché zio di Minami. Egli scopre subito che Mizuki è una ragazza, ma mantiene il segreto e inizia ad aiutarla anche con i problemi amorosi.
Sebbene Mizuki faccia tutti gli sforzi possibili per nascondere la sua identità femminile, sia il dottor Umeda sia Sano vengono a scoprire separatamente il suo segreto non appena la ragazza si inserisce nell'Osaka Gakuen. Il dottor Umeda giudica le sue ragioni per compiere un atto simile accettabili, mentre Sano tiene segreto quello che sa per fare in modo che Mizuki rimanga nella scuola. Sebbene Nakatsu non venga a scoprire la vera identità di Mizuki, percepisce il suo lato femminile ed inizia ad essere attratto da lei, credendo di essere gay.
Tuttavia, verso la fine del secondo anno (e della serie), i capi dei tre dormitori della scuola vengono a sapere del suo segreto. Sebbene tutti e tre decidano di mantenere la sua identità segreta, è la stessa Mizuki che decide di lasciare l'Osaka Gakuen. Nel finale ritroviamo Sano e Mizuki al matrimonio dell'amico Sekime con la fidanzata Rei, durante la cerimonia Sano chiama a raccolta il proprio coraggio e fa la sua proposta a Mizuki, che finalmente accetta.

## Tratti caratteriali
- Segno zodiacale: Toro
- Cibi preferiti: pesche e tutti i cibi dolci
- Film preferiti: L'uomo dei sogni, Philadelphia
- Animale domestico: le piacciono tutti gli animali, ma preferisce il cane Yujiro
- Fiore rappresentativo: margherita

## Famiglia e amici in America
Mizuki ha un fratello maggiore, Shizuki Ashiya, nato dal precedente matrimonio di suo padre (la madre di Shizuki è poi morta quando egli era solo un bambino). Shizuki è iperprotettivo nei confronti della sorella, e tenta di forzarla a tornare in America quando scopre che frequenta un collegio maschile.
La migliore amica di Mizuki, Julia, arriva in Giappone come studentessa in scambio culturale scolastico. Quando trova che la situazione tra Mizuki e Sano sta andando per il meglio, torna tranquillamente a casa allo scadere del suo mese di scambio.
Gilbert è un altro dei vecchi amici di Mizuki, e molto probabilmente è stato il primo ragazzo per cui ha avuto una cotta. Egli ha circa tre anni più di lei, e l'ha incontrata quando la ragazzina a 13 anni scappò di casa, a causa delle pressioni della sua famiglia, ospitandola a casa sua per qualche giorno.

## Personaggi che conoscono l'identità di Mizuki
1. Taiki Kayashima - attraverso i suoi poteri extrasensoriali, egli riconosce subito che Mizuki è una ragazza. Tuttavia, non lo rivela.
2. Izumi Sano - quando Mizuki si infortuna, Sano la prende in braccio per portarla in infermeria, ed accidentalmente la sfiora.
3. Hokuto Umeda - essendo gay, oltre che un dottore, capisce subito il suo segreto.
4. Rio Umeda - è Hokuto Umeda che glielo dice, quando le chiede di prestargli dei vestiti da ragazza per Mizuki.
5. Io Nanba - sorella di Umeda, si rende conto che Mizuki è una ragazza quando la assume per un lavoro estivo.
6. Akiha Hara - fotografo di professione, se ne accorge osservando bene le foto di Mizuki, e notando le reazioni di Sano quando è vicino a lei.

## Rappresentazioni
| Media                             | Doppiatrice/attrice   |
| --------------------------------- | --------------------- |
| CD del drama di Hana-Kimi         | Houko Kuwashima       |
| Adattamento televisivo taiwanese  | Ella Chen delle S.H.E |
| Adattamento televisivo giapponese | Horikita Maki         |

## Curiosità
- Nella serie, Mizuki viene disturbata due volte dagli spiriti:
  - Nel manga, lo spirito di un ragazzo la scambia per il suo amato, e si impossessa di Nakatsu per fare in modo di esprimere il suo amore.
  - Nel primo CD del drama, il fantasma di un giovane uomo, Yamato, la scambia per la sua amata e si impossessa di Sano per fare in modo di esprimere il suo amore.
- Quando Mizuki era in America, il suo nome era "Mickey", ma tornata in Giappone preferisce un nome giapponese.